# فيديريكو سيسي
فيديريكو أنجلو سيسي (26 فبراير 1585 – 1 أغسطس 1630) كان عالم تاريخ طبيعي إيطالي ومؤسس أكاديمية لينسيان. بعد وفاة والده في عام 1630 أصبح لفترة وجيزة حاكم أكواسبارتا.

## حياته
ولد فيديريكو سيسي لعائلة أرستقراطية شديدة الارتباط بروما والولايات البابوية. تستمد العائلة اسمها من سيسي وهي بلدة صغيرة بالقرب من روما. كان لديهم علاقة وثيقة بالكنيسة الكاثوليكية كان عم فريدريكو بارتولوميو تشيزي كاردينالًا في الكنيسة وجاءت معظم ثرواتهم من هذا الارتباط. كان فيديريكو الأول من بين أحد عشر طفلاً ذكورًا شرعيًا وولد في بالازو سيسي، روما في 26 فبراير 1585. كان والد فيديريكو مارشيز دي مونتيسيلي (1562–1630) وأمه كانت أوليمبيا أورسيني من تودي. في عام 1614 تزوج سيسي من أرتميسيا كولونا ابنة فرانشيسكو برينسيبي دي باليسترينا. ماتت بعد عامين. في عام 1617 تزوج من إيزابيلا ابنة عم فيليبو سالفياتي
وابنة ماركيز لورنزو. في عام 1618 انتقل إلى أكواسبارتا وعاش هناك حتى وفاته عن عمر ناهز الخامسة والأربعين.

## أكاديمية لينسيان
في عام 1603 في سن الثامنة عشرة دعا تشيسي ثلاثة أصدقاء أكبر سنًا بقليل، الطبيب الهولندي يوهانس فان هيك (في إيطاليا جيوفاني إيكيو) واثنين من زملائه أومبريان عالم الرياضيات فرانشيسكو ستيلوتي من فابريانو وعالم الرياضيات أناستاسيو دي فيليس من تيرني للانضمام إليه في تأسيس أكاديمية لينسيان التي تهدف إلى فهم جميع العلوم الطبيعية من خلال أسلوب البحث القائم على الملاحظة والتجربة والطريقة الاستقرائية. كان هدفهم هو اختراق أسرار الطبيعة ومراقبتها على المستويين المجهري والعياني. اختار الرجال الأربعة اسم لينسان (الوشق) من كتاب لجيامباتيستا ديلا بورتا الذي كان يحتوي على رسم توضيحي للقطط الأسطوري على الغلاف والكلمات "... مع الوشق مثل العيون يفحص هذه الأشياء التي تظهر نفسها حتى يتمكن من استخدامها بغيرة بعد مراقبتها. اختار سيسي الوشق ذو العيون الحادة والنسر لرموز الأكاديمية. كان شعار الأكاديمية الذي اختاره سيسي هو: أعتني بالأشياء الصغيرة إذا كنت ترغب في الحصول على أفضل النتائج.
نظرًا لأنه كان وقتًا غير مؤكد لإجراء البحث العلمي - في عام 1578 أغلقت محاكم التفتيش Giambattista della Porta Academia Secretorum Naturae في نابولي للاشتباه في وجود السحر كانت الأكاديمية لها بدايات تقريبية. منع والد ارتباطه بالرجال الثلاثة الآخرين مشتبهًا في أنهم يقوضون سلطته ويحاولون فصل ابنه عن مصالح الأسرة. سرعان ما عاد "Lynxes" الأربعة إلى مدنهم الأصلية واستمروا في التواصل فقط بالحرف واعتماد أسماء القلم الفلكية: Cesi الرئيس الدائم كان Celívago.
 سافر إلى نابولي حيث التقى بديلا بورتا التي بدا أنه كان يقابلها لبعض الوقت. هناك وصف أكاديميته لديلا بورتا التي شجعته على مواصلة مساعيه. نجت الأكاديمية بسبب ثروة سيسي الشخصية ومهاراته الدبلوماسية في الإبحار في سياسات مكافحة الإصلاح في روما. وسع سيسي صفوف الأكاديمية حيث جند جيامباتيستا ديلا بورتا نفسه في عام 1610 وجاليليو جاليلي في عام 1611. ذكرت رسالة تشيسي إلى جاليليو بتاريخ 21/7/1612 علامات حذف كيبلر. نشرت أكاديمية Cesi's Istoria e dimostrazione intorno alle macchie solari (رسائل على البقع الشمسية) من Galileo في عام 1613 The Assayer في عام 1623 وكان لها أيضًا دور في الدفاع عن جاليليو في خلافاته مع قادة المؤسسة والسلطات الكنسية.
توقف نشاط سيسي المكثف في الأكاديمية بسبب وفاته المفاجئة في عام 1630 ولم تنجو الأكاديمية الأصلية
من وفاته. أعاد البابا بيوس التاسع إحياءها في شكلها الحالي للأكاديمية البابوية للعلوم في عام 1847.
سُمي جنس النبات قيسيا على شرفه.

## مساهمات أخرى
- كان له يد في صياغة اسم التلسكوب.
- الحفريات الموجهة من Carsulae.
- أول من رأى جراثيم السرخس تحت المجهر.[8]